# Hans Schwarzkopf
Hans Schwarzkopf (ur. 1874 w Gdańsku, zm. 1921 w Berlinie) – niemiecki farmaceuta, chemik i przedsiębiorca. Od 1898 roku prowadził w Berlinie aptekę z działem perfumeryjnym. Na życzenie klientki opracował jej proszek do mycia głowy, z którym zetknęła się w Wielkiej Brytanii, a z czasem zaczął sprzedawać go na wolnym rynku. W 1904 r. wprowadził pierwszy szampon w proszku rozpuszczanym w wodzie, który odniósł duży sukces rynkowy. Wkrótce potem zajął się wyłącznie produkcją kosmetyków do włosów, porzucając prowadzenie apteki. Zaczął też eksportować swoje wyroby do krajów Europy i USA. W 1927, po jego śmierci założona przez niego marka Schwarzkopf rozpoczęła produkcję pierwszego szamponu w płynie.